# コミPo!
コミPo!（こみぽ）はパーソナルコンピュータ上でマンガを作成するソフトウェアである。企画・開発はコミPo!製作委員会有限責任事業組合、発売元は株式会社ウェブテクノロジ・コム。販売は「コミPo!基本ツール+学園マンガセット」(パッケージ版およびダウンロード版)の形でおこなわれ、2010年12月15日に発売された。キャラクターなどの素材が3Dモデルで用意されていることを特徴とし、キャッチコピーは「絵を描かなくてもポッとマンガがつくれちゃう!」、イメージキャラクターは「こみぽちゃん」。
AKB48チームAの仲谷明香がこみぽちゃんのキャラクター・ボイスを担当していた。
2014年3月には同ソフトの英語版である「Manga Maker ComiPo!」もSteamで発売された。
ベクター主催の「ベクタープロレジ大賞FINAL」2010年最優秀作品賞、財団法人りそな中小企業振興財団主催の第23回「中小企業優秀新技術・新製品賞」ソフトウェア部門優秀賞受賞。窓の杜が主催する「2011年 窓の杜大賞」の銅賞を受賞。

## 概要
絵を描くことなしに、素材および設定をマウスで選択・配置してゆくだけでマンガやイラストを作成できるツールである。3DCGのプリセット・キャラクターに様々な属性を付与し、ポーズやアングルを定め、表情を選択し、背景やフキダシ、効果線などを配置して作成する。私的利用のほか商業利用もできるためこれを利用した商業漫画も存在し、発売1周年を迎えた2011年12月時点で『フキンシンちゃん』（長嶋有）・『4コマくーろんず』（ダ・ヴィンチ・恐山）など単行本化された作品もある。

## 機能
以下、2010年に発表された報道関係者向けβ版による概要を記す。
コマ割り
新規作成した後、「4コママンガ」か「ページマンガ」か用紙タイプを選択する。選択後に表示されるページテンプレートから使用するコマ割りタイプを選択する。後から移動・変形したり、「白紙」を選択して自分でコマを割り付けることもできる。
背景画像
画面左側に表示される素材リストから背景画像を選択する。背景画像はプリセットされたもの以外にユーザーが別途用意したものでも使用できる。
キャラクター
プリセット・キャラクターから使用するキャラクターを選択するほか、各種パーツを組み合わせることでキャラクターを自作することもできる。キャラクターの属性として、目、表情、髪型、手、眼鏡、制服などを選択する。キャラクターのポーズも「ポーズ変更」ダイアログで選択できる。
キャラクター配置
コマの中にキャラクターを配置し、アングルなどを変更する。背景とキャラクター、フキダシはそれぞれ別のレイヤーに含まれているので、各自で独立に編集・変更ができる。
フキダシ
素材リストからフキダシを選択し、コマの中に配置する。フキダシは縦書き、横書きの種類や形、しっぽの属性・向きなどを指定する。配置した後、フキダシの中に台詞を入力する。台詞のフォントも選択して設定できる。
マンプ（漫符）
素材リストから漫符を選択し、コマの中に配置する。漫符とは登場人物の喜怒哀楽などの感情や動作などを示すマンガ特有の記号である。
描き文字
素材リストから描き文字を選択し、コマの中に配置する。自分で作成した描き文字も透過PNG形式で作成すれば、取り込んで利用することができる。

## 著作権
作成したマンガは通常のマンガと同様に制作者に著作権が付与される。そのため、作成したマンガをWebで公開したり販売してもよい。ただし、プリセット・キャラクターそのものの著作権を主張することはできない。

## 画像フォーマット
入力画像フォーマットとして、JPEG、PNG、GIF、BMP、TIFFを使用できる。
出力フォーマットとして、JPEG、PNG、PDF(JPEG)、PDF(PNG)を使用できる。また「動画ファイル出力」機能により、AVIおよびアニメーションGIFも出力できる。

## プリセット・キャラクター(インストール時)
- こみぽ（小石川美保）冬制服
- かなめ（西池要）冬制服
- てつひさ（上部哲久）冬制服
- 秩父山先生スーツ
- 越谷先生ブラウス
- ニパ子

## オプションデータ
- 2011年2月15日、プリセットキャラクターを私服に着せ替えできる「コミPo! データコレクション Vol.1 私服（女）」および「コミPo! データコレクション Vol.1 私服（男）」がダウンロード発売された[12][13]。
- 2011年4月27日にダウンロード可能になったバージョン1.50からユーザーがMetasequoiaで作成した3Dデータを読み込めるようになった[14]。
- 2011年7月4日、エミル・クロニクル・オンラインのキャラクターのデータを収録した「コミPo! ECO専用無料版」がリリースされた[15] (現在は公開終了)。
- 2011年7月14日、マンガ『クレムリン』のキャラクターのデータを収録した「コミPo! クレムリン専用無料版」がリリースされた[16] (現在は公開終了)。
- 2011年8月16日、データクラフトはマンガの素材を無料でダウンロードできる「マンガ素材辞典β」を公開した。「マンガ素材辞典β」のデータは製品版コミPo!にインポートして利用できる[17]。
- 2018年8月には、12作目の服装追加データである「コミPo! データコレクション Vol.12 ブレザー&学ラン」が発売された。
- 2020年11月には、コミPo! 専用の無料ダウンロードデータ集である「コミPo! 応援隊3Dアイテム」の第22弾となる「うし&年賀状セット」が公開された。
- 2021年11月には、「コミPo! 応援隊3Dアイテム」の第23弾となる「とら&年賀状セット」が公開され、干支の12種類のキャラクター3Dモデルがすべて揃った

## スタッフ
- 企画&プロデューサー：田中圭一（上記の秩父山と越谷は、田中の漫画『ドクター秩父山』のキャラ名が由来）
- 開発ディレクター：小野知之
- キャラクターデザイン：カントク
- キャラクターモデリング：西海圭祐
- 開発参加者：いまざきいつき[18]

### スタッフ以外の関係者
- 浦嶋嶺至 - 発売前の「関係者向けβ版」を使った作品をブログ[19]で発表したり「コミPo!」を使った同人誌[20]をいち早く発表し、Ustreamで配信された永山薫司会の番組で「コミPo!」を扱った際ゲスト出演[21]したり、トークイベントの司会[22]を務めた。

## その他
- 2011年（平成23年）9月15日、「コミPo!」の英語版が発売された。英語版の正式名称は「ComiPo! （English Version）」。価格は49.95ドル。さらに英語版のお試し版ComiPo! Trial Editionも公開された[23]。
- 2011年（平成23年）9月22日、「コミPo!」を使用した世界初の実用書『魔法でわかる「労働法」　間違いだらけの労働現場』が発売された[24]。
- 2011年（平成23年）12月15日、発売1周年を記念して、「コミPo！」のキャラクターが時計の文字盤を描く時計ソフト「コミPo! Clock」がリリースされた[25]。ただしこれは、コミPo! 開発ディレクターの小野知之氏が「ともろー」名義で個人的に作成した非公式のソフトである。
- 2012年（平成24年）2月3日、『ヤングガンガン』で連載中のマンガ「どーにゃつ」とタイアップした企画として「どーにゃつマンガコンテスト」を開催することが発表された[26]。「コミPo! どーにゃつ専用無料版」を使って「どーにゃつ＆ベーガル」の3Dモデルでマンガを製作して応募する[27]。募集期間は2月3日（金）0:00から3月1日（木）23:59まで。結果は『ヤングガンガン』4月6日号の紙上およびCOMEE上にて発表される[28]。
- 2013年（平成25年）6月28日、新潟県三条市の作業工具専門店「ゴッドハンド」の商品「アルティメットニッパー」のイメージキャラクターとして本ソフトを使用した「ニパ子」及び漫画「あるてぃめっと!ニパ子ちゃん」が公開された[29]。
- 2013年（平成25年）7月5日に京都府精華町の広報キャラクターとして自治体では全国で初めて本ソフトを使ったキャラクターが採用され[30]、公募した名称から京都精華大学マンガ学部教授竹熊健太郎らの愛称検討会議を経て「京町セイカ」[31]と名づけられた[32]。同時に、同町webサイトにて本ソフトの製品版で利用できるモデルデータの配布も開始した[33]。
- グランゼーラが2014年年内の発売を予定するPlayStation Vita用漫画作成ソフト『マンガ・カ・ケール』は『コミPo!』に刺激を受けた同社が、ウェブテクノロジの全面協力を得て当ソフトを再設計する形で開発したことが公表されている[34][35]。
- 2020年12月10日には発売10周年記念企画として、開発メンバーによるトークライブ「ComiPo! Then & Now」がYouTubeで配信された。